# 13. revír
13. revír je české detektivní drama, natáčené v letech 1945 až 1946 a dokončené v režii Martina Friče podle románové předlohy „Zinková cesta“ Eduarda Fikera.

## Historie natáčení

### Změny ve scénáři a v režii
Původně měl být režisérem filmu Ladislav Brom a scenáristou Karel Baroch. Od listopadu 1944 probíhaly práce na povídce a scénáři. Ten dal Baroch zpracovat Karlu Steklému. Začátkem prosince 1944 se však Brom a Steklý projektu vzdali. Nabídnut byl J. A. Holmanovi a ten spolu s Milošem V. Kratochvílem zpracoval filmovou povídku a s E. Fikerem a K. Steklým scénář. Námět byl zaregistrován Českomoravským filmovým ústředím v lednu 1945.

### Změny názvu filmu
Projekt vystřídal v průběhu realizace několik názvů: Zinková cesta (dle původní románové předlohy), Znamení kočky až k titulu 13. revír.

### Změny v obsazení
Dle původní registrace námětu měl vystoupit v roli inspektora Čadka Jaroslav Průcha, v roli Fróny Vlasta Matulová, v roli Chrudimského Karel Höger. V březnu 1945 bylo navrženo do role Čadka obsadit Zdeňka Štěpánka, do role detektiva Drabocha Jaroslava Marvana.
Natáčet se začalo v režii J. A. Holmana 15. března 1945. Již po dvou natáčecích dnech projekt režisér J. A. Holman opustil a nahradil jej Martin Frič. Tradovaná oficiální verze uváděla, že Holman utekl na Slovensko, když gestapo odhalilo ilegální skupinu, kde byl zapojen. Jaroslav Marvan ve vzpomínkách však uvádí, že Holman odešel pro neshody s herci.
Po příchodu Friče byl Štěpánek vystřídán Marvanem a jeho roli převzal zase Vladimír Řepa.
Do role Fróny byla zapůjčena Pragfilmem herečka Lída Baarová. Marvan ve svých vzpomínkách uvádí, že si ji vybral Frič, aby mohl před německými úřady v natáčení filmu vůbec pokračovat.
Květnové osvobození republiky natáčení přerušilo. To pak pokračovalo na Barrandově a v exteriérech v Podbabě a Dejvicích od 10. srpna až do 21. září 1945. Baarová byla vyměněna za Danu Medřickou. Sestřih filmu proběhl na podzim 1945. Premiéra filmu se konala 8. března 1946.

## Tvůrci
- Námět: Eduard Fiker
- Scénář: Eduard Fiker, J. A. Holman, Karel Steklý
- Kamera: Jan Stallich
- Režie: Martin Frič
- Hudba: Julius Kalaš
- Další údaje: černobílý, 95 minut, drama
- Výroba: Nationalfilm/Československá filmová společnost Praha, 1945/1946
- Premiéra: 8.3.1946
- Ateliéry: Barrandov

## Postavy
| Jaroslav Marvan  | policejní revírní inspektor Svatopluk Čadek                     |
| Dana Medřická    | Františka Brabcová, zvaná Fróny, prostitutka a barová tanečnice |
| Miloš Nedbal     | dr. Barák, policejní komisař                                    |
| Ella Nollová     | matka Klouzanda, hospodská                                      |
| Blanka Waleská   | Wangová, vdova po Číňanovi                                      |
| Jaroslav Šára    | Číňan Wang-Li                                                   |
| L. H. Struna     | Josef Karta ml., kasař                                          |
| J. W. Speerger   | Jiří Kočka, kasař                                               |
| Vilém Pfeiffer   | MUDr. Karel Chrudimský                                          |
| Vladimír Hlavatý | číšník Jindra                                                   |
| Nora Cífková     | Olga Hlavsová, snoubenka dr. Chrudimského                       |
| Václav Trégl     | malíř v krčmě                                                   |
| Vladimír Leraus  | docent na patologii                                             |
| Vladimír Řepa    | detektiv Draboch                                                |
| Otto Rubík       | detektiv Pobožný                                                |
| Otomar Krejča    | detektiv                                                        |
| Bedřich Bozděch  | Kartův otec Josef                                               |

## Děj
Z vězení na Pankráci je propuštěn o tři dny dříve kasař Kočka. Policie jej chce sledovat, neboť stále nebyl objeven jeho poslední lup, přes 250 tis. Kč. Také hrozí, že se bude mstít mladému Kartovi, který jej prásknul policii.
Kočka jde hned do své oblíbené krčmy, kterou vede matka Klouzanda. Zde narazí na Kartu. Na půllitr s pivem pro Kartu umístí zespodu v nehlídaném okamžiku svoji značku – kresbu kočky. Inspektor Čadek přichází do krčmy hledat Kočku, ten však utíká oknem.
Kočkova bývalá milá, barová tanečnice Fróny je v nemocnici se zápalem plic. Léčí ji dr. Chrudimský. Ona se do něj zamiluje a sdělí mu, že by se chtěla polepšit, že by ráda dělala ošetřovatelku místo tanečnice. Čadek v nemocnici požádá Chrudimského, aby nad ní držel ochrannou ruku, aby se již nevrátila k minulosti.
Fróny jde za matkou Klouzandou domů, že ji posílá Jirka (Kočka) a bere si od ní tři vkladní knížky. Čadek jde za Fróny a najde u ní knížky, o kterých předpokládá, že jsou Kočky. Policie čeká, že Kočka Frónu vyhledá.
Mezitím někdo prohledává místnost matky Klouzandy v krčmě. Přijde tam Klouzanda s Čadkem a nastane přestřelka. Osoba utíká oknem.
Karta zmizel. Na policii přichází dopisnice, podepsaná Kočkou, zda již našli Kartu a jak dlouho bude ještě Karta čekat na pořádný funus.
Když pes vyhrabe na periferii mrtvolu, všichni myslí, že jde o zabitého Kartu, ale je to Číňan Wang-Li.
Policie prošetřuje, proč se Číňan nenechal poslat do Číny k pochování, což je zvykem. Zjistí, že jakási zinková rakev odešla do Janova a pak má být naložena na loď do Kantonu v Číně. Policie předpokládá, že kdosi zakopal Číňana a na jeho místo dal do rakve Kartu.
Zmizel také starý Karta, nemocný otec mladého Karty, o kterého pečovala sousedka Wangová. Taxikář říká, že jej vezl v noci k Fróny. Pak také zmizela Wangová.
Fróny volá dr. Chrudimského k sobě do bytu. Policie zjistí, že tam šel ošetřit Kartu. Ale ne starého, ale mladého, který se za něj vydával. Postřelený Karta byl Chrudimským odborně ošetřen. Čadek jej nechá odvézt do nemocnice. Dr.Chrudimský řekne Čadkovi, že mu Fróny prozradila, že mladý Karta je její otec a také, že prý Kočka zastřelil omylem starého Kartu. Při odchodu z bytu je dr. Chrudimský postřelen osobou v koženém kabátě, jaký nosíval Kočka. Čadek to řekne Fróny. Ta jde za Chrudimským domů a řekne mu, že zajistí, aby byl již v bezpečí. Setká se zde při odchodu také s Chrudimského snoubenkou.
Policie sleduje Fróny, která jde do krčmy u Klouzandy. Tam najdou při hledání Fróny v tajné místnosti za skříní živého starého Kartu a u něho vkladní knížky, které mu Fróny právě přinesla. Starý Karta řekne policii, že mladého Kartu nepostřelil Kočka, ale sám Čadek, když chtěl mladý Karta u Klouzandy najít Kočkovy knížky.
Čadek se dozví, že mladý Karta v nemocnici zemřel a řekne to Fróny. Ta se rozhodne mluvit. Zavede policii do krčmy do sklepa, kde je v podzemním úkrytu kdosi schován. Policie čeká, že to je Kočka. Když osobu Fróny vyzve k vylezení, ta se lekne hlomozu způsobeném detektivy a vystřelí na Fróny. Hledanou osobou není Kočka, ale Wangova manželka, dlouholetá milenka Karty.
Wangová řekne, že v rakvi odeslali Kočku, kterého mladý Karta zastřelil, neboť se obával jeho pomsty. Wanga, který zemřel na srdeční mrtvici pak zakopali kousek od domu.
Revírní Čadek je u umírající Fróny, ta mu řekne, že je ráda, že je s ní právě on, neboť byl tím jediným, který to s ní myslel dobře.

## Citát
| „                 | Byla tam scéna komisaře, jenž si pohrává v kanceláři na stole s tužkami a k tomu říká nějaký text. Toho komisaře nehrál nikdo menší než Miloš Nedbal...A Holman tuhle scénu opakoval snad dvacetkrát, pořád se mu nelíbilo, jak to Nedbal dělá. Přitom Nedbal už tehdy byl nějakej pan herec! Holman ho však dokázal tím věčným přetáčením záběru tak znervóznit, že se mu dařilo čím dál míň. Pochopitelně! To už hraničilo se sekýrováním. Nakonec se ten záběr neudělal, přestože se na něm pracovalo od nějakých tří hodin do sedmi. Mezi herci nastalo potom vzbouření a podali jsme stížnost, že takhle se nedá pracovat. Důsledek byl, že se Holman vzdal. Všechno se událo naštěstí hned na začátku a v realizaci pokračoval Martin Frič. | “ |
| — Jaroslav Marvan | |   |

## Zajímavosti
- Film byl v roce 1957 prodán také do zahraničí: Jordánsko, Egypt, Eritrea, Írán, Irák, Libanon, Libye, Súdán a Polsko.[9]
- Film se hrál ve třech premiérových kinech v Praze jedenáct týdnů. V distribuci byl až do druhé poloviny 80. let, měl přes 19.000 představení, které vidělo celkem přes 3,7 milionu diváků.[9]